# 瞿能
瞿能（？—1400年），南京廬州府合肥縣（今安徽省合肥市）人，明朝軍事人物。

## 生平
其父親瞿通，洪武年間累官任都督僉事。瞿能世襲其官，并以四川都指揮使身份跟從藍玉出大渡河擊西番，立功。後來又以副總兵征討建昌叛酋月魯帖木兒，破其軍於雙狼寨。
燕王朱棣發起靖難之變後，瞿能跟從李景隆的朝廷大軍北征朱棣。進攻北平時，與兒子率精兵千餘攻擊彰義門，旋即攻克。李景隆妒忌其才能，命其等候大軍同時進攻。於是燕兵夜間用水澆在城郭之上，大寒把城牆凝結了冰，不可攀登，終於引致李景隆大敗。
此後，瞿能跟從李景隆進駐白溝河，與燕軍交戰。瞿能父子奮勇進擊，所向披靡，至日落收兵。次日再戰，幾乎攻至燕王身畔。朱棣急忙假裝招喚後軍，令其生疑，成功逃脫。薄暮，瞿能再率軍搏戰，大呼「滅燕」，殺敵數百。諸將俞通淵、滕聚又率眾會師。適逢旋風颳起，朱棣突然率騎進擊，瞿能父子死於戰陣之中，俞通淵、滕聚、及精兵萬人皆戰死，從此朝廷軍隊不振。